# Mkhitar Manukyan
Mkhitar Manukyan est un lutteur kazakh d'origine arménienne spécialiste de la lutte gréco-romaine né le 20 mars 1973 à Leninakan.

## Biographie

### Carrière sous les couleurs de l'Arménie
Il remporte la médaille de bronze lors des Championnats du monde de 1995 puis la médaille de bronze lors des Championnats d'Europe de 1996.

### Carrière sous les couleurs du Kazakhstan
Lors des Jeux olympiques d'été de 2004 se tenant à Athènes, il remporte la médaille de bronze en combattant dans la catégorie des -66 kg. Il remporte également le titre mondial lors des Championnats du monde de 1998 et 1999.